# 원경 (드라마)
《원경》은 2025년 1월 6일부터 방송을 시작한 사극이자 로맨스 드라마다. 시대적으로는 여말선초를 배경으로 하고 있으며, 이야기는조선의 세 번째 국왕인 태종의 정비였던 원경왕후에 초점을 맞추었다. 주요 서사는 원경왕후와 태종 간의 관계를 묘사하고 있다.
원경은 원경왕후 역을 맡은 차주영을 비롯한 배우들의 연기력과 극 중 등장인물들 간의 관계에 대한 적절한 묘사로 호평을 받고 있다. 드라마 원경의 프리퀄인 《원경: 단오의 인연》은 2025년 1월 21일 방영되었다.

## 등장 인물
- 차주영 : 원경왕후 역
- 이현욱 : 이방원 역
- 이성민 : 이성계 역

### 궁궐 사람들
- 이이담 : 채령 역
- 이시아 : 영실 역
- 최덕문 : 하륜 역
- 박용우 : 이숙번

### 기타 인물
- 소희정 : 정 상궁 역
- 정의순 : 서 상궁 역

### 원경의 가족
- 한승원 : 민무구 역
- 김우담 : 민무질 역
- 박지일 : 민제 역

### 주변 인물들
- 황영희 : 교하 댁 역
- 송재룡 : 판수 역

## 제작

### 개발
《환상의 커플》(2006), 《아랑사또전》(2012년), 《부암동 복수자들》(2017년), 《머니게임》(2020년) 등의 드라마를 연출한 김상호 감독이 연출을 맡았으며, 《머니게임》의 대본을 쓴 이영미 작가가 각본을 집필했다. 스튜디오드래곤과 JS픽처스가 제작을 맡았다.

### 캐스팅
tvN과 TVING은 2023년 10월 26일 사극 《원경》의 제작을 확정하고 차주영이 원경왕후 역을, 이현욱이 이방원 역을 맡았다고 발표했다.

### 촬영
2024년 6월에 모든 촬영을 마쳤다.

### 음악
블렌딩은 2024년 12월 27일 소향, 유다빈, 임한별, 적재 등이 참여하는 OST 라인업을 공개했다.

## 같이 보기
- 대한민국의 텔레비전 드라마 목록 (ㅇ)
- 2025년 대한민국의 텔레비전 드라마 목록